# Shama dayal
Copsychus saularis
Espèce
Statut de conservation UICN

 LC  : Préoccupation mineure
Le Shama dayal (Copsychus saularis) est un petit passereau appartenant à la famille des Muscicapidae vivant dans le sous-continent indien et en Asie du Sud-Est, commun en forêt comme en milieu urbain. C'est un oiseau particulièrement connu pour son chant, et autrefois très populaire comme animal de compagnie. Le Shama dayal est l'oiseau national du Bangladesh.

## Description

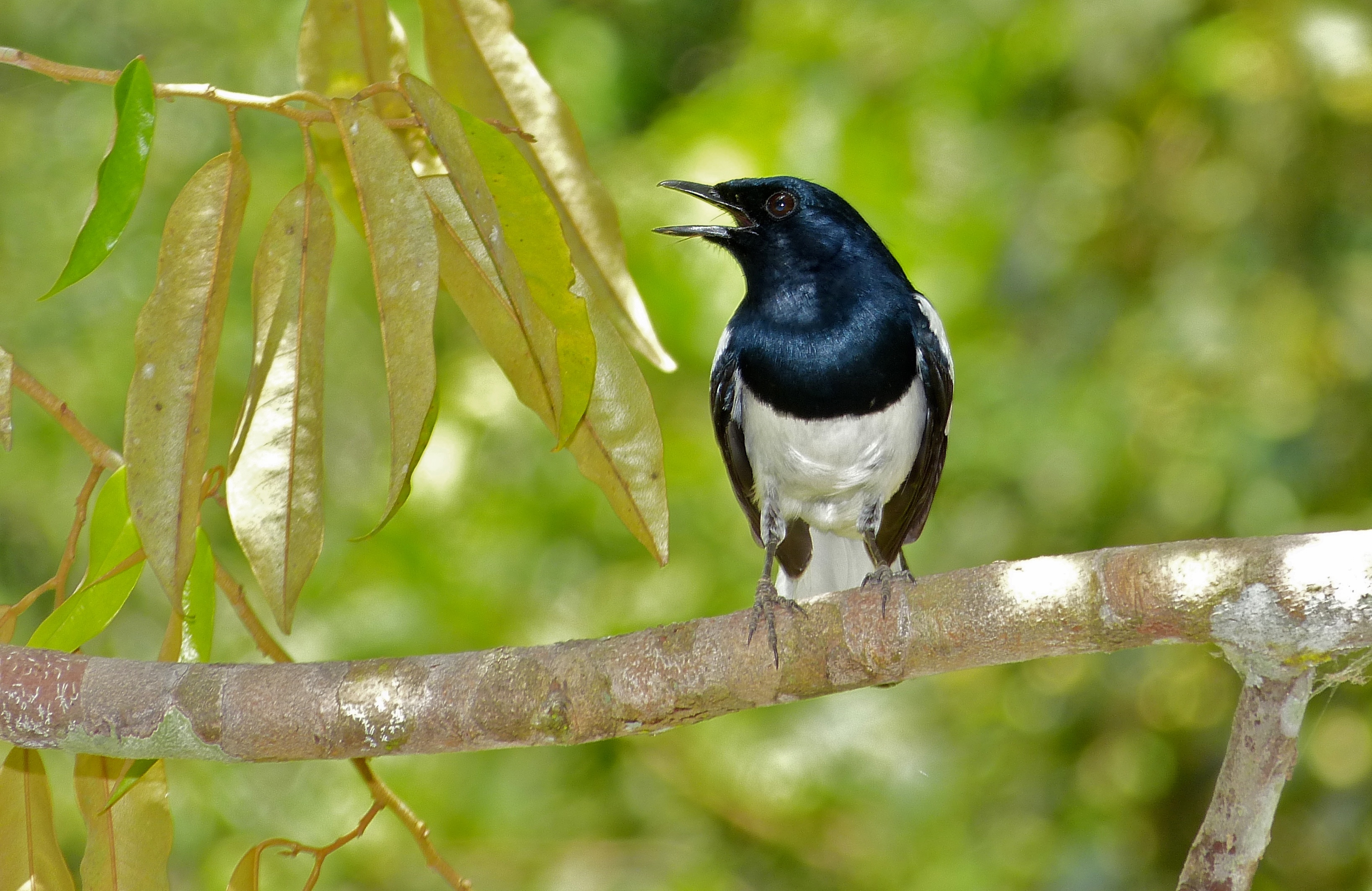
Copsychus saularis (Parc national de Taman Negara, Malaisie)

L'espèce mesure 19 centimètres de long, queue comprise, qu'il tient généralement relevée. Il ressemble par sa forme au Rouge-gorge familier, si ce n'est sa longue queue, ce qui explique son nom anglais, Oriental Magpie-robin.
Le shama dayal est un oiseau bicolore noir et blanc. Le mâle adulte a un haut noir, ailes, gorge, poitrine et tête, avec un barre blanche sur les ailes. Le dessous et les rectrices externes de sa queue sont blancs. Les femelles sont plus ternes, gris-foncé sur le dos et gris-clair en bas. Les jeunes ont des plages plus brunes sur le dos.

## Habitat
Les shamas dayal peuvent nicher de 1600 à 2000m d'altitude dans les contreforts de l'Himalaya. Mais à l'approche de l'hiver les oiseaux redescendent dans le nord-ouest de l'Inde. On les trouve partout, dans les jardins, les vergers et les plantations proche des hommes, mais aussi dans les forêts arides de feuillus et les jungles clairsemées. On les trouve en Inde, Bangladesh et dans la péninsule indochinoise.

## Alimentation
Le shama dayal est insectivore, et ingurgite fourmis, papillons denuits, sauterelles, chenilles, mais consomme également des escargots, des vers de terre, de petits lézards ainsi que des matières végétales.

## Reproduction

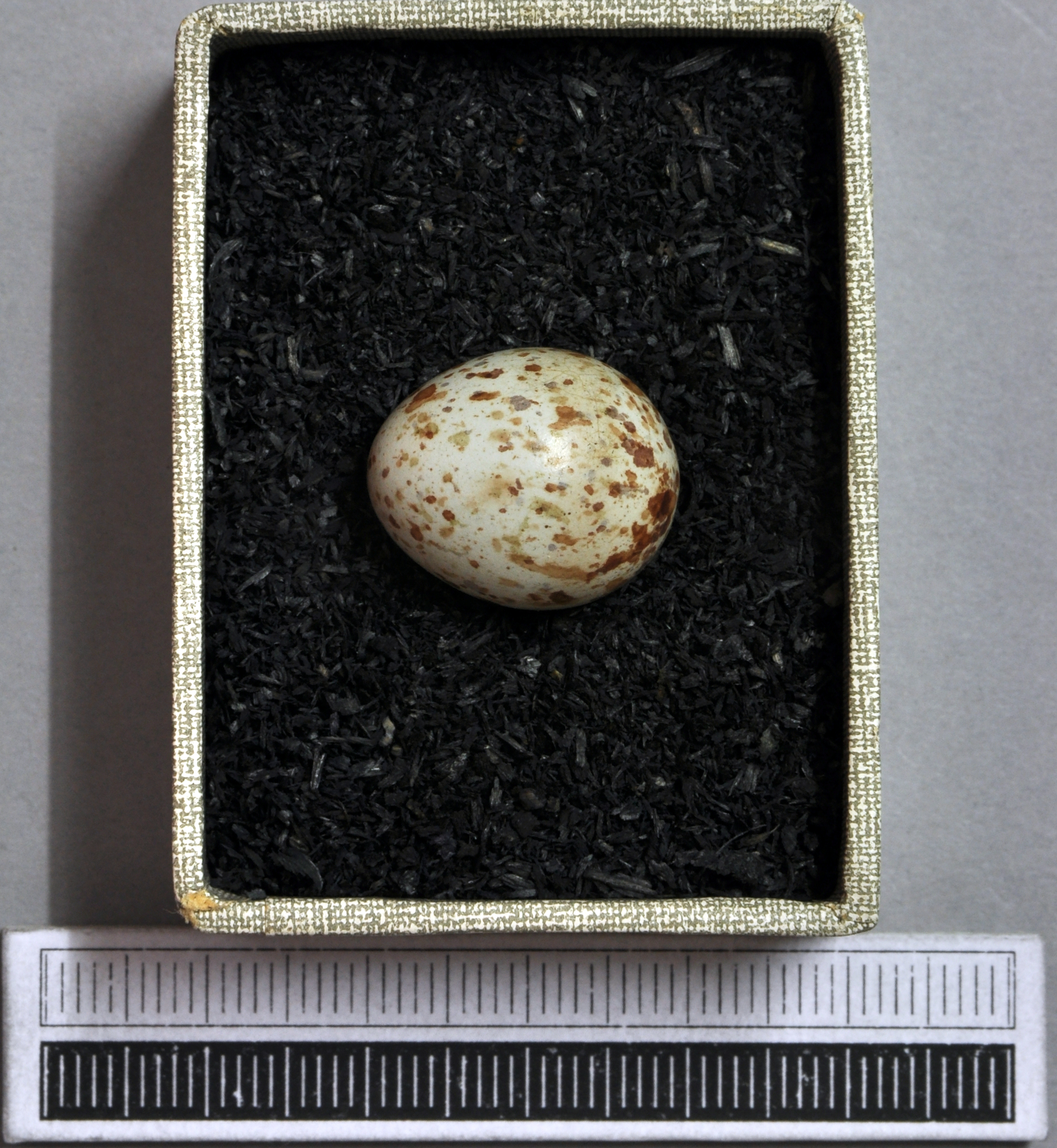
Œuf, collection du Musée de Wiesbaden

La parade nuptiale du shama dayal est remarquable : le mâle gonfle sa poitrine, raidit sa tête vers le ciel et se pavane  la queue dressée au-dessus de son dos.
La saison de nidification se déroule surtout de mars à juillet. Le nid est une coupe assez désordonnée, placé dans un trou d'arbre, une cavité de berge, une fissure de mur, une gouttière ou sous l'avant-toit d'une maison. Il apprécie les nichoirs artificiels.
Les œufs, de 21 sur 12 mm sont vert pâle taché de brun-rouge, avec des marques gris-pourpre et lavande en second plan.
Les 2 parents couvent pendant un peu moins de deux semaines, puis s'occupent des jeunes ensemble.

## Voix
Le chant du shama dayal est un sifflement fin, clair et varié structuré en courtes phrases plusieurs fois répétées. Ils imitent volontiers d'autres oiseaux, et se prêtent à l'improvisation.

## Étymologie
Le nom indien dhyal  ou dhayal a produit beaucoup de confusion. Il est d'abord décrit comme "dialbird" par le naturaliste anglais Eleazar Albin en 1737, puis l'ornithologue français François Levaillant pensant qu'il fait référence à un "sun dial" le traduit et l'appelle cadran. Carl von Linné, pensant de même à une connexion avec le soleil le classe comme solaris, par lapsus, saularis. Edward Blyth retrouve l'étymologie exacte : le mot saulary vient d'un mot hindi signifint "cent chansons".

## Dans la culture

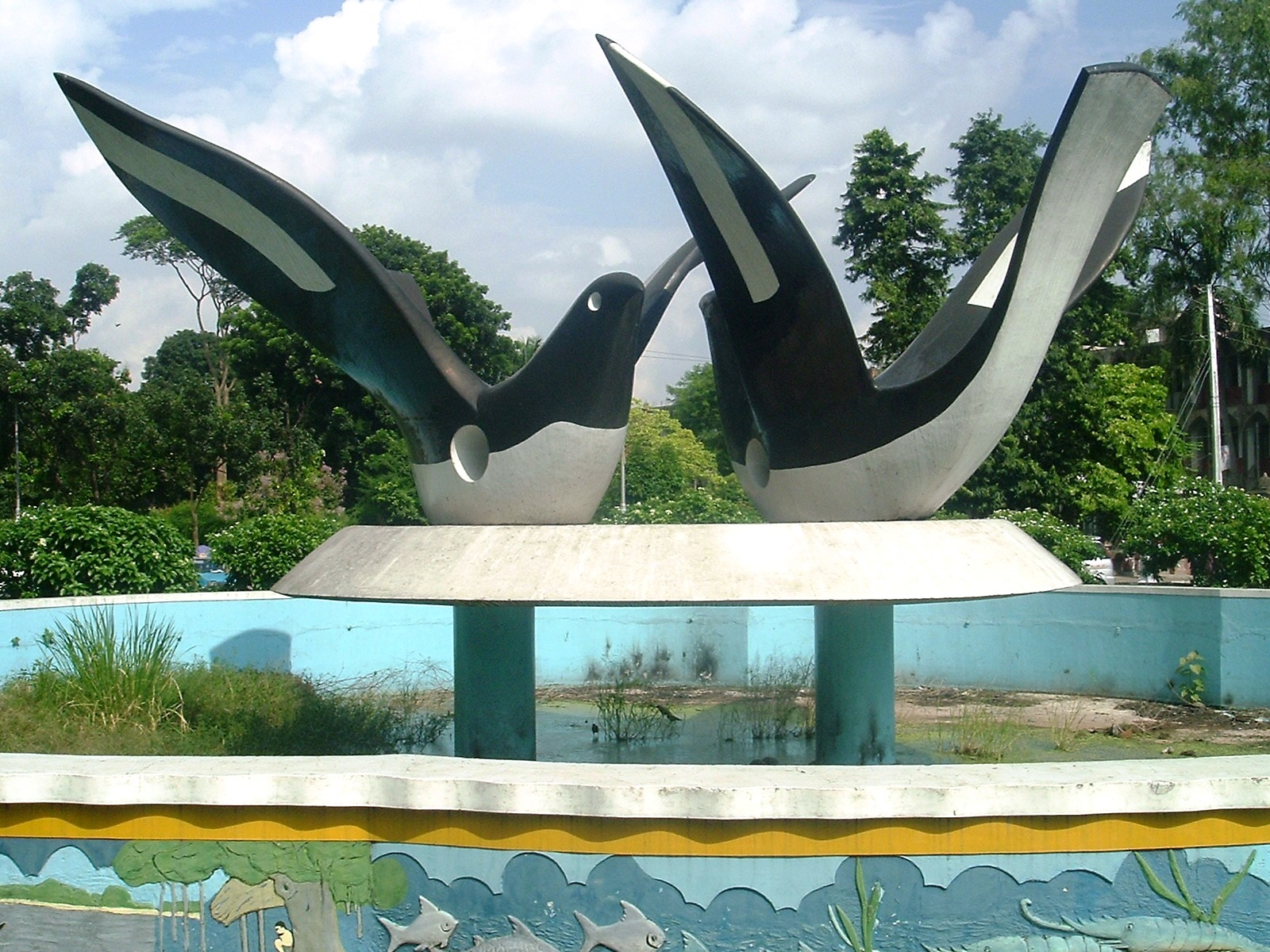
Doyel Chatwar, Dacca

Le shama dayal est utilisé comme animal de compagnie reconnu pour son chant dans de larges parts du sud-est asiatique.
C'est l'oiseau national du Bangladesh, où il est connu comme doyel, ou doel (« দোয়েল »). Il y apparaît sur les billets, comme un monument de la capitale, Dacca, est appelé Doyel Chatwar, la place du Doyel.

## Galerie

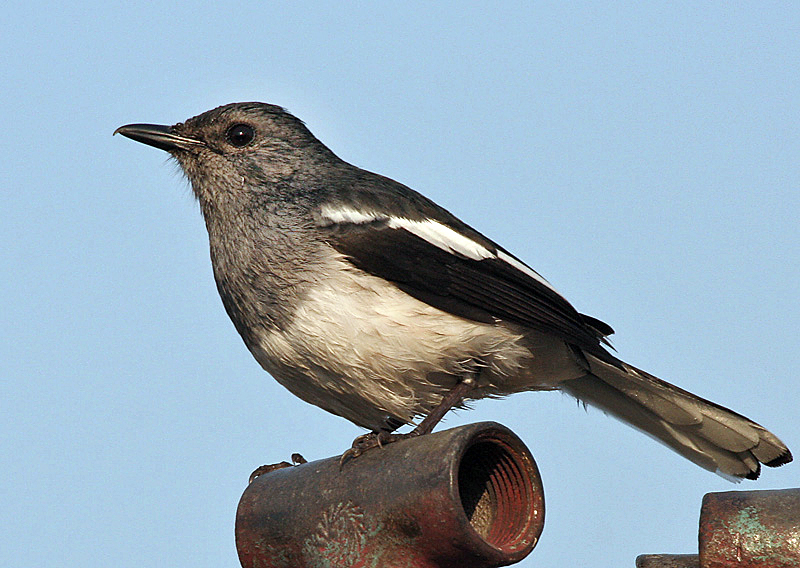
Femelle
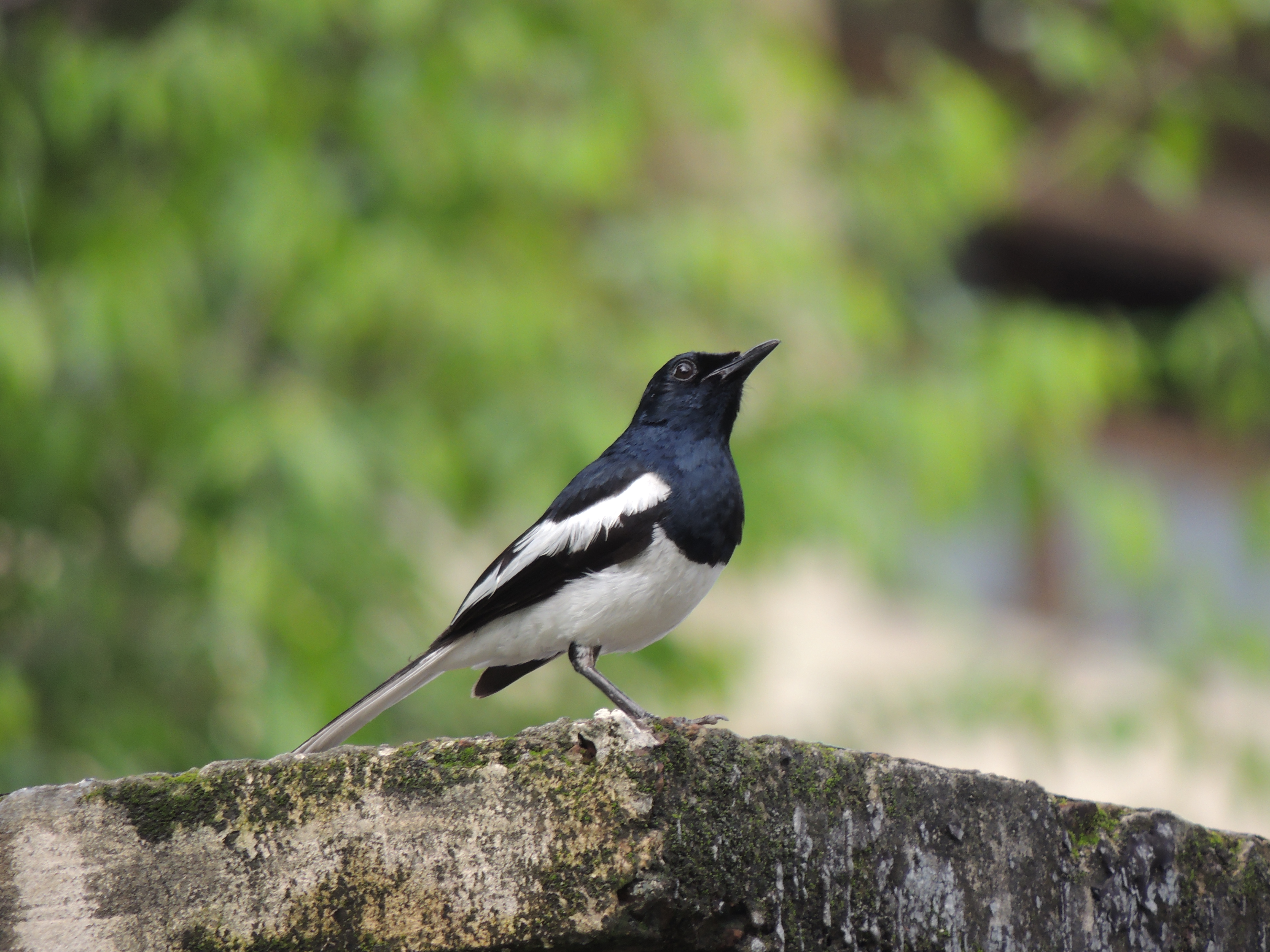
mâle
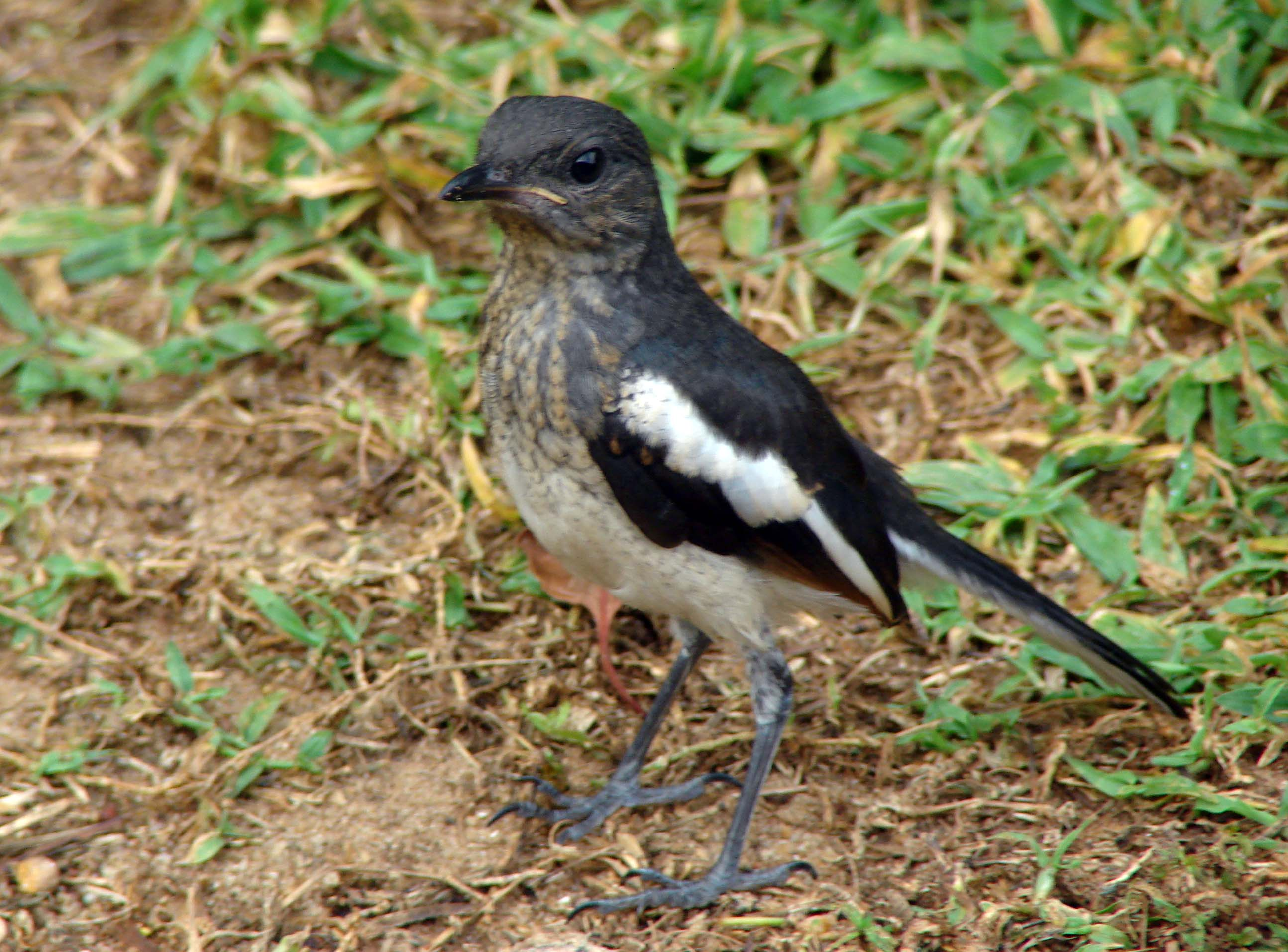
Juvénile